# 소마 케이스케
소마 케이스케(일본어: 相馬 圭祐 そうま けいすけ[*], 1986년 10월 30일 ~ )는 일본의 배우이다.

## 출연작

### TV 드라마
- 2009년 ~ 2010년 사무라이전대 신켄저 - 우메모리 겐타 / 신켄골드 역

## 영화
- 고카이저 고세이저 슈퍼 전대 199 히어로 대결전 - 우메모리 겐타 / 신켄골드 역
- 사무라이전대 신켄저 vs. 고온저: 은막 BANG!! - 우메모리 겐타 / 신켄골드 역
- 천장전대 고세이저 vs. 신켄저: 에픽 온 은막 - 우메모리 겐타 / 신켄골드 역